# 三田光政
三田 光政（みた みつまさ、1980年6月23日 - ）は、日本の実業家。明治座常務取締役。
祖父は亭主で明治座元会長・三田政吉、実父は明治座社長・三田芳裕。妹は元フジテレビアナウンサーの三田友梨佳。大伯父は実業家の三田庄三郎。

## 人物
2003年慶應義塾大学経済学部卒業後、電通入社。2012年6月、同社退社。同年7月、明治座入社。同社取締役総務部長、取締役制作部長、取締役興行事業本部長等を経て、2019年11月同社常務取締役就任。
舞台『両国花錦闘士』をはじめ、東宝の鈴木隆介、ヴィレッヂの浅生博一と共同で「三銃士企画」を立ち上げている。